# Сербский динар
Се́рбский дина́р (серб. српски динар / srpski dinar) — национальная валюта Сербии. 1 сербский динар формально равен 100 парам, монеты или банкноты, номинированные в парах, в настоящее время не выпускаются.
Существуют монеты достоинством 1, 2, 5, 10 и 20 динаров; банкноты — 10, 20, 50, 100, 200, 500, 1000, 2000 и 5000 динаров.

## Средневековый динар

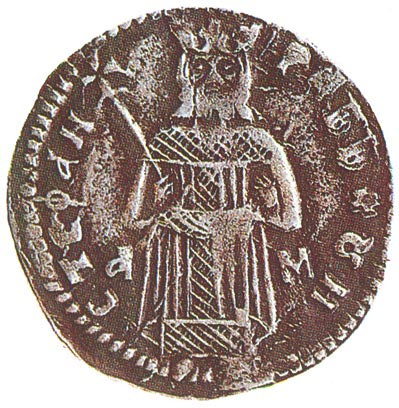
Динар короля Стефана Драгутина

Первые упоминания о «сербском динаре» были датированы во времена правления Стефана II Неманича в 1214 году. До падения деспота Степана Томашевича в 1459 году многие сербские правители чеканили серебряные динарные монеты. Первые сербские динары, как и многие другие южноевропейские монеты, выпущены по образцу венецианских гроссо, включая символы латинского алфавита (слово «Dux» заменено словом «Rex»). В течение многих лет это была одна из основных статей экспорта средневековой Сербии, учитывая относительное изобилие серебра, поступающего с сербских рудников. Венецианцы так опасались этого, что современник Данте Алигьери поместил сербского короля своего времени Стефана Уроша II Милютина в Аду в своей Божественной комедии:

И не украсят царственного сана

Норвежец, португалец или серб,

Завистник веницейского чекана…

(Песнь 19. Строки 139—141 в переводе Лозинского)

В середине XIV века король Стефан Душан чеканил сербский перпер по образцу иперпера.

## Первый динар (1868—1920)

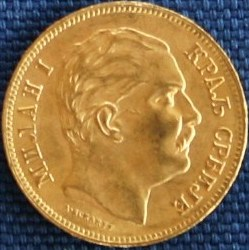
20 динаров 1882 года

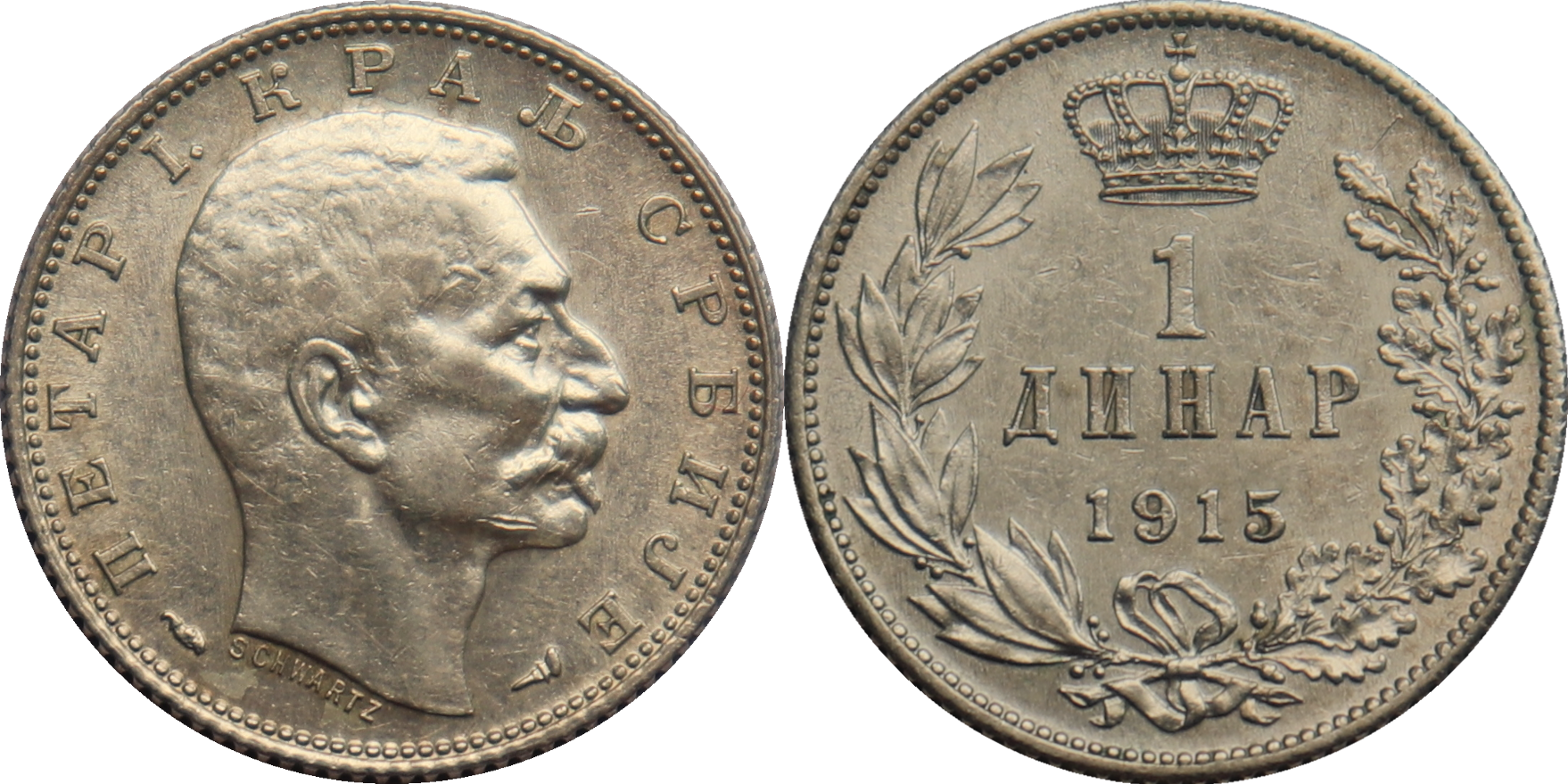
1 динар 1915 года

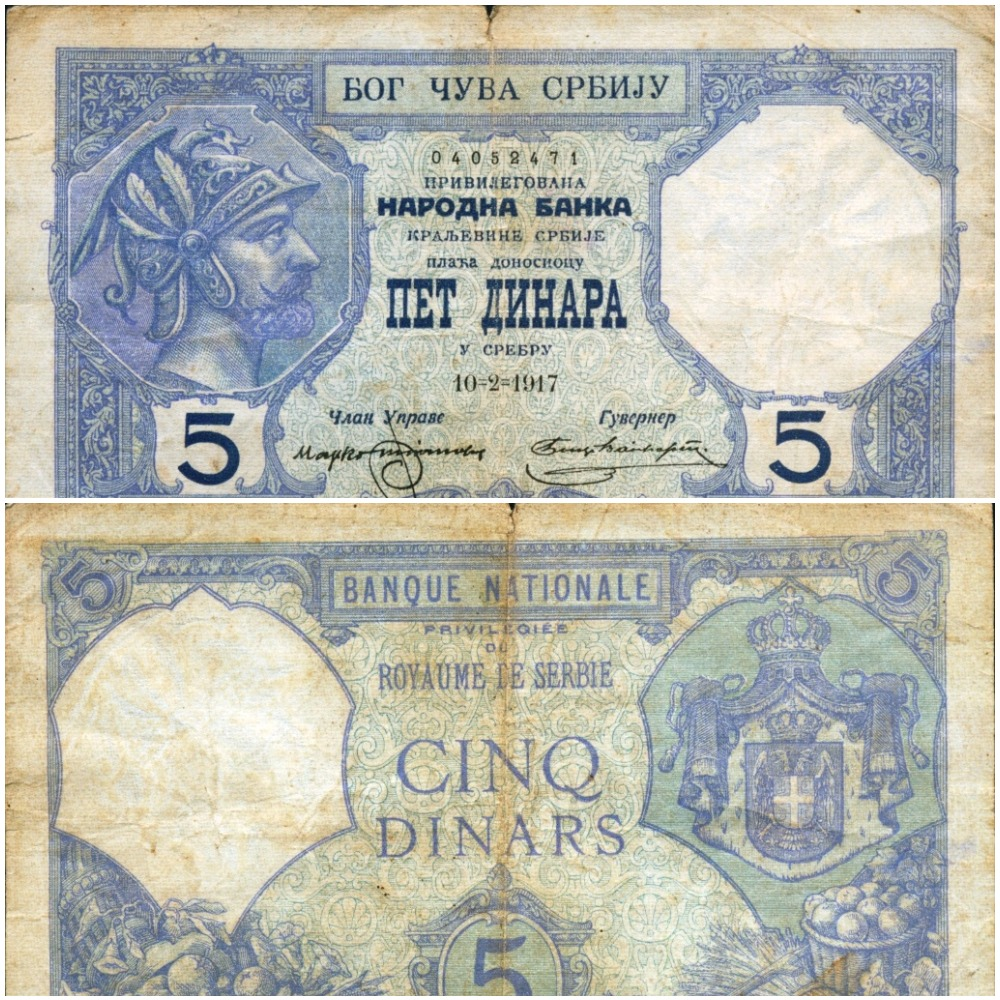
5 динаров 1917 года

После завоевания сербов османами и вплоть до середины XIX века на её территории обращались параллельно различные денежные единицы. Существовали османские монетные дворы в Ново-Брдо, Кучайне и Белграде. Самой мелкой монетой была «пара», чьё название османы заимствовали из персидского слова پاره — монета.
Разные монеты продолжали использоваться и после основания княжества Сербия в 1817 году Князь Милош Обренович решил учредить денежную систему, в основе которой лежал серебряный грошен («пиастр», «куруш»). В 1819 году Милош опубликовал таблицу, где сводились воедино курсы 43 различных зарубежных монет: 10 золотых, 28 серебряных и 5 медных.
Вскоре после ухода последних турецких войск в 1867 году князь Михаил Обренович распорядился о чеканке собственных сербских монет. Сначала, в 1868 году, отчеканили бронзовые монеты, затем серебряные в 1875 году, и золотые в 1879 году. Первые банкноты были выпущены в 1876 году. В период с 1873 по 1894 год динар был привязан 1:1 к французскому франку. Также королевство Сербия вошло в Латинский монетный союз.
В 1920 году вместо сербского динара был введён югославский динар. Параллельно с ним некоторое время обращалась югославская крона (австрийские банкноты с надпечаткой) в соотношении 4 кроны = 1 динар.

## Второй (оккупационный) динар (1941—1944)

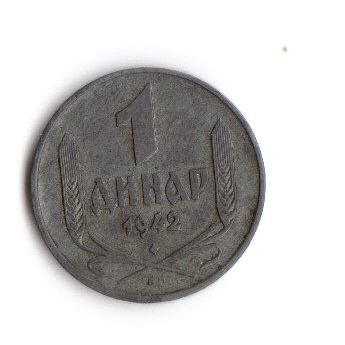
1 динар 1942 года

В 1941 году коллаборационистское правительство Милана Недича выпустило банкноты номиналом в 10, 20, 50, 100, 500 и 1000 сербских динаров, которые постепенно заменяли прежний югославский динар в отношении 1:1. Динар был привязан к германской рейхсмарке по курсу 250 динаров = 1 рейхсмарка.
Банкноты в 100 и 1000 динаров представляли собой прежние югославские с надпечаткой, а банкнота в 10 динаров основывалась на дизайне прежней югославской банкноты. В 1942 и 1943 годах последовали новые выпуски банкнот с иным дизайном, но теми же номиналами.
В 1942 году были выпущены цинковые монеты номиналом в 50 пара, 1 и 2 динара, а в 1943 году — монета в 10 динаров, где и аверс, и реверс имели иной дизайн (аверс — венок вместо двух колосьев, реверс — сербский орёл с расправленными крыльями вместо опущенных).
Сербский динар обращался до 1944 года, когда его заменил выпущенный партизанами югославский динар в отношении 20:1.

### Монеты
| Изображение | Номинал    | Диаметр (мм) | Толщина (мм) | Масса (г) | Материал | Гурт     | Аверс       | Годы выпуска |
| ----------- | ---------- | ------------ | ------------ | --------- | -------- | -------- | ----------- | ------------ |
|             | 50 пар     | 18           | 1,4          | 2         | Цинк     | Гладкий  | Герб Сербии | 1942         |
|             | 1 динар    | 20           | 1,7          | 3         | Цинк     | Гладкий  | Герб Сербии | 1942         |
|             | 2 динара   | 22           | 1,8          | 4         | Цинк     | Гладкий  | Герб Сербии | 1942         |
|             | 10 динаров | 26,5         | 6,1          | 2         | Цинк     | Рубчатый | Герб Сербии | 1943         |

## Третий динар (с 2006 г.)

### Монеты

#### Серия 2003 года
Первая серия монет современной Сербии была введена в обращение 2 июля 2003 года. На лицевой стороне изображены номинал, год выпуска и здание. На оборотной — логотип Народного банка и его название.
| Изображение | Номинал (динаров) | Диаметр (мм) | Толщина (мм) | Масса (г) | Материал            | Аверс                  | Годы выпуска |
| ----------- | ----------------- | ------------ | ------------ | --------- | ------------------- | ---------------------- | ------------ |
|             | 1                 | 20,00        | 1,85         | 4,34      | Cu+Ni+Zn (70:12:18) | здание Народного банка | 2003 2004    |
|             | 2                 | 22,00        | 1,85         | 5,24      | Cu+Ni+Zn (70:12:18) | монастырь Грачаница    | 2003         |
|             | 5                 | 24,00        | 1,85         | 6,23      | Cu+Ni+Zn (70:12:18) | монастырь Крушедол     | 2003         |
|             | 10                | 26,00        | 2,15         | 7,77      | Cu+Ni+Zn (70:12:18) | монастырь Студеница    | 2003         |
|             | 20                | 28,00        | 2,15         | 9,00      | Cu+Ni+Zn (70:12:18) | храм Святого Саввы     | 2003         |

#### Серия 2005—2021 годов
| Изображение | Номинал (динаров) | Диаметр (мм) | Толщина (мм) | Масса (г)                     | Материал                           | Аверс                      | Годы выпуска        |
| ----------- | ----------------- | ------------ | ------------ | ----------------------------- | ---------------------------------- | -------------------------- | ------------------- |
|             | 1                 | 20,00        | 1,85         | 4,26                          | Cu+Ni+Zn (75:0,5:24,5)             | здание Народного банка     | 2005—2009           |
| 4,2         | 1                 | 20,00        | 1,85         | сталь, плак. медью и бронзой  | 2009—2012                          | здание Народного банка     |                     |
| 4,2         | 1                 | 20,00        | 1,85         | сталь, гальв. медью и бронзой | 2013 2014 2016 2018 2019 2020 2021 | здание Народного банка     |                     |
|             | 2                 | 22,00        | 1,85         | 5,15                          | Cu+Ni+Zn (75:0,5:24,5)             | монастырь Грачаница        | 2006—2010           |
| 5,05        | 2                 | 22,00        | 1,85         | сталь, плак. медью и бронзой  | 2009 2011 2012                     | монастырь Грачаница        |                     |
| 5,05        | 2                 | 22,00        | 1,85         | сталь, гальв. медью и бронзой | 2013 2014 2016 2018 2019 2020 2021 | монастырь Грачаница        |                     |
|             | 5                 | 24,00        | 1,85         | 6,13                          | Cu+Ni+Zn (75:0,5:24,5)             | монастырь Крушедол         | 2006—2010           |
| 5,78        | 5                 | 24,00        | 1,85         | сталь, плак. медью и бронзой  | 2009 2011 2012                     | монастырь Крушедол         |                     |
| 5,78        | 5                 | 24,00        | 1,85         | сталь, гальв. медью и бронзой | 2013 2014 2016 2018 2019 2020 2021 | монастырь Крушедол         |                     |
|             | 10                | 26,00        | 2,15         | 7,77                          | Cu+Ni+Zn (70:18:12)                | монастырь Студеница        | 2005—2007 2010—2012 |
|             | 10                | 26,00        | 2,15         | 7,77                          | Cu+Ni+Zn (70:18:12)                | XXV Универсиада в Белграде | 2009                |
|             | 20                | 28,00        | 2,15         | 9,00                          | Cu+Ni+Zn (70:18:12)                | Никола Тесла               | 2006                |
|             | 20                | 28,00        | 2,15         | 9,00                          | Cu+Ni+Zn (70:18:12)                | Доситей Обрадович          | 2007                |
|             | 20                | 28,00        | 2,15         | 9,00                          | Cu+Ni+Zn (70:18:12)                | Милутин Миланкович         | 2009                |
|             | 20                | 28,00        | 2,15         | 9,00                          | Cu+Ni+Zn (70:18:12)                | Джордже Вайферт            | 2010                |
|             | 20                | 28,00        | 2,15         | 9,00                          | Cu+Ni+Zn (70:18:12)                | Иво Андрич                 | 2011                |
|             | 20                | 28,00        | 2,15         | 9,00                          | Cu+Ni+Zn (70:18:12)                | Михаил Пупин               | 2012                |

### Банкноты
Оформление сербских динаров идентично оформлению Югославских динаров образца 2000—2002 года.
В 2011 году вышла модифицированная серия банкнот, в обращение вышли почти все банкноты (кроме 100 и 5000 динаров), а также банкнота в 2000 динаров.
22 февраля 2016 года дизайнер Милош Златанович из города Вране, ныне проживающий в США, предложил редизайн банкнот, ограничившись банкнотами достоинством 50 и 100 динаров и опубликовав эскизы банкнот в своём посте на Behance. На банкнотах изображены белый орёл — символ Сербии и медведь соответственно. Дизайн банкнот выполнен необычно — в стиле детского карандашного рисунка в зелёном и коричневом тонах. Проект редизайна вызвал бурю обсуждений в интернете. Спустя год Златанович опубликовал проект редизайна американского доллара, за который нью-йоркский журнал «Graphic Design USA» номинировал его на премию «Бренд года-2017».
| Изображение                                     | Изображение       | Номинал (динаров) | Размеры (мм) | Основные цвета     | Описание                                                                                              | Годы печати              | Дата выпуска в обращение                               |
| Лицевая сторона                                 | Оборотная сторона | Номинал (динаров) | Размеры (мм) | Основные цвета     | Описание                                                                                              | Годы печати              | Дата выпуска в обращение                               |
| ----------------------------------------------- | ----------------- | ----------------- | ------------ | ------------------ | --- | ------------------------ | ------------------------------------------------------ |
|                                                 |                   | 10                | 131×62       | жёлтый             | портрет лингвиста Вука Караджича введённые им в сербскую кириллицу буквы                              | 2006 2011 2013           | 19.05.2006 30.09.2011 24.05.2013                       |
|                                                 |                   | 20                | 135×64       | зелёный            | портрет правителя Черногории Петра II Петровича мавзолей на вершине горы Ловчен                       | 2006 2011 2013           | 18.07.2006 30.09.2011 24.05.2013                       |
|                                                 |                   | 50                | 139×66       | фиолетовый         | портрет Стевана Мокраняца скрипка                                                                     | 2005 2011 2014           | 15.11.2005 20.06.2011 28.02.2014                       |
|                                                 |                   | 100               | 143×68       | синий              | портрет учёного и изобретателя Николы Теслы катушка высокочастотного трансформатора                   | 2003 2004 2006 2012 2013 | 02.07.2003 17.09.2004 20.10.2006 11.05.2012 24.05.2013 |
|                                                 |                   | 200               | 147×70       | розовый коричневый | портрет художницы Надежды Петрович здание монастыря Грачаница                                         | 2005 2011 2013           | 02.07.2005 30.09.2011 05.07.2013                       |
|                                                 |                   | 500               | 147×70       | салатовый          | портрет географа Йована Цвиича стилизованные этнические мотивы                                        | 2004 2007 2011 2012      | 17.09.2004 04.06.2007 30.12.2011 07.12.2012            |
|                                                 |                   | 1000              | 151×72       | красный            | портрет Джордже Вайферта на фоне собственной пивоварни, а также в здании Народного банка Сербии       | 2003 2006 2011 2014      | 24.03.2003 15.09.2003 18.07.2006 30.12.2011 25.07.2014 |
|                                                 |                   | 2000              | 155×74       | серо-коричневый    | портрет климатолога Милутина Миланковича иллюстрация одной из его работ                               | 2011 2012                | 30.12.2011 07.12.2012                                  |
|                                                 |                   | 5000              | 159×76       | фиолетовый зелёный | портрет политика Слободана Йовановича фрагменты зданий Сербской академии наук и искусств и Парламента | 2003 2010 2016           | 02.07.2003 26.11.2010 06.05.2016                       |
| Масштаб изображений — 1,0 пикселя на миллиметр. |                   |                   |              |                    | |                          |                                                        |

## Режим валютного курса
В настоящее время в Сербии используется режим плавающего валютного курса. Критерием эффективности курсовой политики (курсовой якорь) выступают показатели инфляции.